# Eilica platnicki
Eilica platnicki är en spindelart som beskrevs av Benoy Krishna Tikader och Gajbe 1977. Eilica platnicki ingår i släktet Eilica och familjen plattbuksspindlar. Inga underarter finns listade i Catalogue of Life.